# نرگسی (جم)
نرگسی یک منطقهٔ مسکونی در ایران است که در دهستان جم واقع شده‌است. براساس سرشماری مرکز آمار ایران در سال ۱۳۹۵، این روستا کمتر از سه خانوار جمعیت داشته‌است.